# YotaPhone
YotaPhone е LTE-съвместим смартфон на руската компания Yota Devices (дъщерна на държавната корпорация Ростех), пуснат в продажба през декември 2013 г.. Първият смартфон в света, разполагащ в два екрана, работещи независимо един от друг, като единият е обикновен течнокристален дисплей, а другият – на основата на E-Ink (електронна хартия). Работи с операционна система „Android“.

## История
През август 2010 генералният директор на компанията „Скартел“ Денис Свердлов обявява плановете си да създаде смартфон Yota за 4G мрежа, който трябва да се появи не по-рано от средата на 2011 г.
През септември 2010 г. ръководителят на корпорацията „Ростех“ Сергей Чемезов на среща с руския президент Дмитрий Медведев заявява, че имат планове да пуснат собствен мобилен телефон. На тази среща Чемезов показва на президента и прототип на смартфона. Генералният директор на „Скартел“ Свердлов потвърждава информацията и уточнява, че телефонът ще се отнася към лимитирана серия, стойността на която ще достигне 25 – 30 хиляди рубли.
В средата на 2011 г. компания „Скартел“ съобщава, че началото на производството на новия телефон се отлага поради отсъствието на LTE мрежа в Русия. Световната премиера на смартфона е на Международната изложба за потребителска електроника CES-2013 в Лас Вегас, където YotaPhone побеждава в номинация „Мобилни устройства“.
Инвестициите на Youta Devices за създаването на глобален бизнес и два модела смартфон YotaPhone са около $50 млн., използвайки само частни средства. Продуктът ще се изплати до година-две по прогнозите на генералния директор на компанията Владислав Мартинов.

## Технически характеристики
Смартфонът е предназначен за работа в LTE мрежа. Разполага с два 4,3-инчови екрана, разположени от двете страни на телефона, като задният използва електронно мастило, изразходващо енергия само при смяна на изображението. Предният LCD-екран е с разделителна способност 1280x720 px. Има двуядрен процесор Qualcomm Snapdragon S4 1,7 GHz, 2 GB оперативна и 32/64 GB допълнителна памет, 12 Mpx задна и HD фронтална камера.
Второто поколение разполага с 5-инчов AMOLED Full HD дисплей отпред и втори 4,7-инчов E-Ink дисплей с резолюция 540х960 px. Работи с мрежа LTE, като и двата екрана са покрити със стъкло Gorilla Glass. Разполага с четириядрен процесор Qualcomm Snapdragon 800 2,3 GHz, по-издръжлива батерия, 8 Mpx основна и 2 Mpx предна камера.

## YotaPhone 2
YotaPhone 2 е второто поколение на руския смартфон, пуснато в продажба на 24 февруари 2014 г. на изложба на мобилната индустрия в испанския град Барселона. Началото на продажбите е планирано за четвъртото тримесечие на 2014 г. в Русия и Европа и за първото тримесечие на 2015 г. в Азия.
На 19 ноември 2014 г. Yota Devices обявява началото на предварителните поръчки на YotaPhone, като за първите часове са регистрирани около 3000.
Официалната презентация се състои на 2 декември 2014 г. в Москва, а на следващия ден – и в Лондон. Скоро след представянето е сключен партньорски договор с британския оператор Vodafon за продажба на YotaPhone.
Смартфонът получава много международни награди, сред които най-добър продукт на изложба според „Expert Review“, „Tom's Hardware“, „PC Mag“, и най-добра иновация според „Computer Bild“ и „Laptop Magazine“.
Американското списание „Forbes“ нарича YotaPhone пробив на годината Работи се и по трето поколение YotaPhone 3, който трябва да излезе на пазара през 2016 г.

## Продажби
През декември 2013 г. смартфонът излиза на продажба в Русия и някои страни в Европа, като стойността му е 19 990 рубли или 499 евро. За първите 3 седмици са продадени повече от 10 000 телефона. През март 2014 г. започва да се продава във Великобритания за 419 фунта, в средата на май – в ОАЕ на стойност 2199 дирхама.
До края на май са продадени около 40 000 смартфона. През декември 2014 г. започва продажбата и на YotaPhone 2, като при него продажбите стигат до 150 хиляди устройства.
През 2015 г. се продава в Русия, Германия, Франция, Австрия, Испания, Беларус, Великобритания, ОАЕ, Италия, Португалия, Полша, Дания, Чехия, Швеция, Финландия и Казахстан.